# Bill Frisell

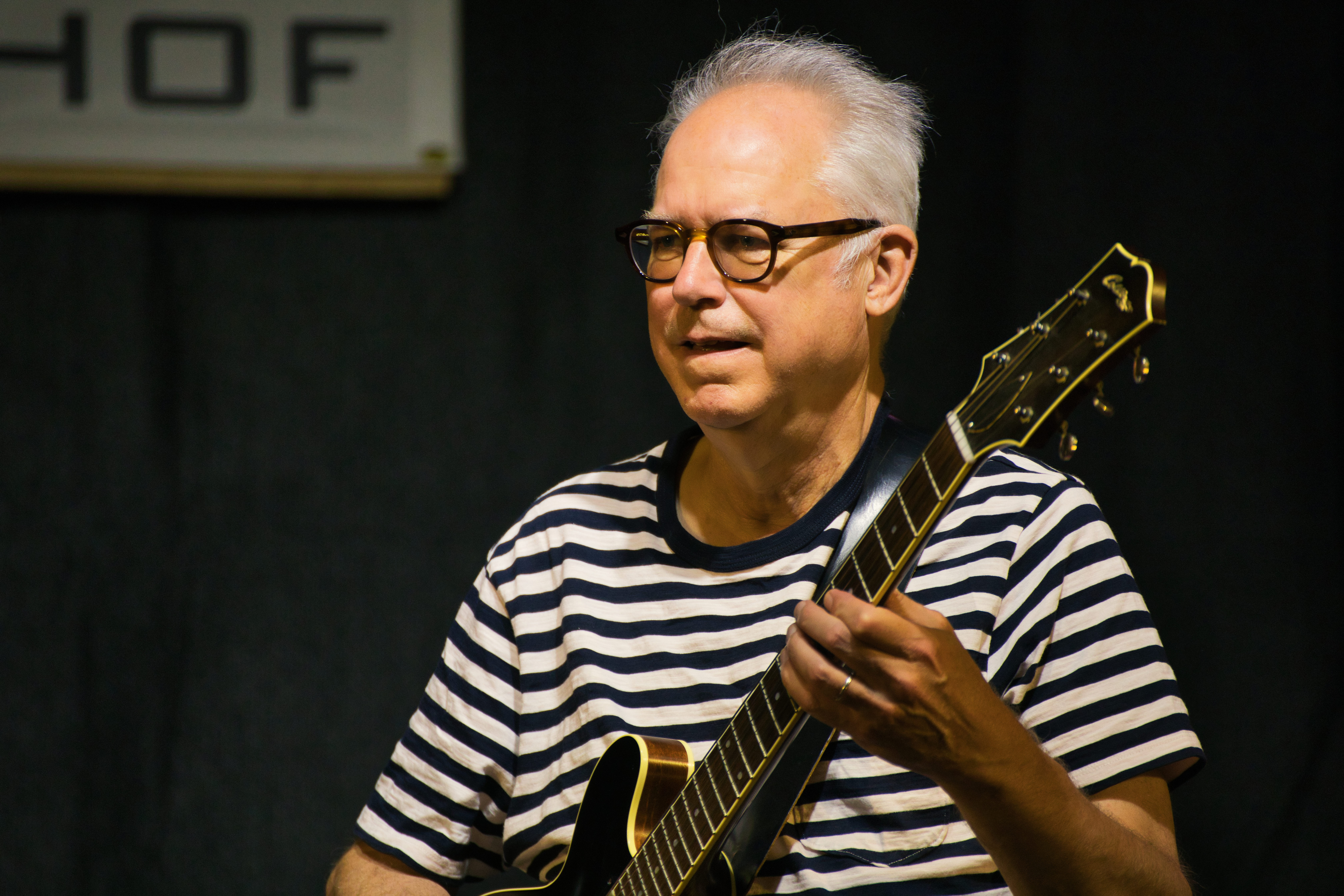
Bill Frisell auf dem INNtöne Jazzfestival 2021

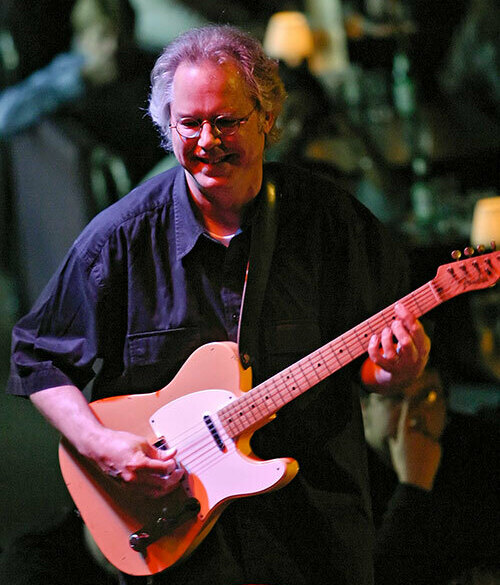
Bill Frisell, 2004

William Richard „Bill“ Frisell (* 18. März 1951 in Baltimore, Maryland) ist ein US-amerikanischer Gitarrist. Er wird meist als Jazz-Musiker kategorisiert, hat aber auch in anderen musikalischen Genres von Pop und Filmmusik bis zur Neuen Musik gearbeitet. Er war neben John Scofield und Pat Metheny einer der bekanntesten und anerkanntesten Gitarristen der 1980er- und 1990er-Jahre und gilt als einer der individualistischsten und innovativsten Gitarristen. Sein signifikanter Klang macht ihn zu einem der stilbildenden Gitarristen der Gegenwart.

## Biografie
Bill Frisell lernte als Kind Klarinette, bevor er zur Gitarre wechselte. Über die Musik Wes Montgomerys entdeckte er den Jazz. Auf der Berklee School of Music in Boston war Pat Metheny ein Kommilitone. Frisell lernte unter anderem bei Jim Hall. Während eines Aufenthaltes in Europa machte er die Bekanntschaft des Jazzproduzenten Manfred Eicher, der ihn mit Musikern seines Labels ECM wie etwa Jan Garbarek und Paul Motian aufnahm. Mit Motian spielte Frisell bis zu dessen Tod 2011 auf zahlreichen Konzerten und Platten zusammen, vorwiegend mit dem Saxophonisten Joe Lovano. Die Musik dieser Zeit war von einem zarten und schwebenden Klang geprägt.
Den größten Teil der 1980er-Jahre lebte Frisell in New York City und war in der dortigen Downtown-Musikszene aktiv. Er arbeitete in dieser Zeit häufig mit John Zorn zusammen, unter anderem als Mitglied der Band Naked City. Frisell leitete in diesem Zeitraum auch ein eigenes Trio mit Kermit Driscoll (Bass) und Joey Baron (Schlagzeug). Seine Musik entwickelte sich in dieser Zeit mehr zu einem zupackenden, gerade in der Zusammenarbeit mit John Zorn auch oft „lärmenden“ Sound.
Im Rahmen des Hal-Willner-Projektes Weird Nightmare: Meditations on Mingus arbeitete er 1992 mit Art Baron, Greg Cohen, Don Alias und Don Byron zusammen. Mitte der 1990er-Jahre löste Frisell sein Trio auf und zog nach Seattle, Washington. Er begann Elemente der Bluegrass- und Countrymusik in seine Musik zu integrieren, seit der Jahrtausendwende bereichert er seine Musik um Einflüsse aus der brasilianischen Musik und Elemente des Funk. Er entwickelte sich damit zu einem Musiker mit deutlich eklektizistischem Stil.

## Die Musik Bill Frisells

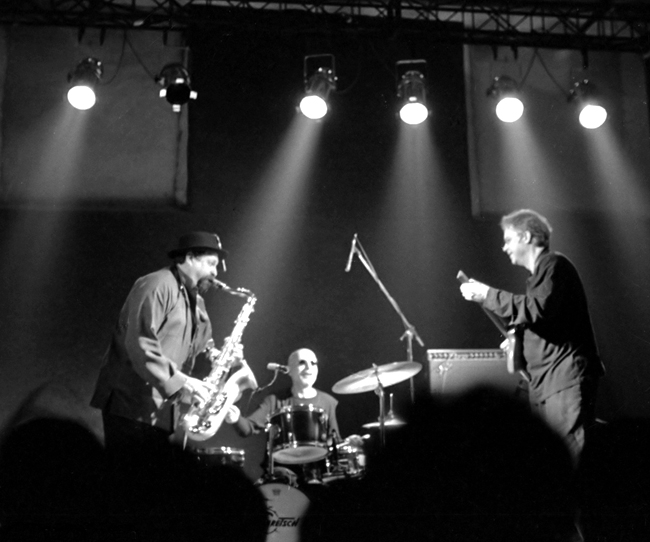
Joe Lovano, Paul Motian und Bill Frisell bei einem Live-Auftritt in Rom (2010?)

Ein besonderes Charakteristikum der Musik Bill Frisells ist sein individualistischer Sound, von Peter Erskine schon früh als „one-in-a-million sound“ gerühmt, der in den 1990er-Jahren oft als „singend“ beschrieben wird. Er erweiterte das klangliche Spektrum seines Spiels später jedoch zunehmend, auch mithilfe elektronischer Effekte wie Gitarrensynthesizer, Delay, Looper, Hall oder Sampling. Inzwischen verfügt er über ein ausgesprochen breites Repertoire von Ausdrucksmöglichkeiten auf seinem Instrument, bleibt aber immer auf Anhieb erkennbar. John Scofield, der ihn als einen seiner Lieblingsgitarristen bezeichnete, meinte dazu: „Er transzendiert die Gitarre. Er beherrscht, was er macht – ein emotionaler und lyrischer Musiker.“ Eine charakteristische Technik Frisells ist das sogenannte Neck-Bending, ein Hin- und Her-Dehnen des Gitarrenhalses, um die Gitarre besser zu intonieren.
Frisell hat seit den 1990er-Jahren mit vielen Musikern aus dem Jazz- und Popbereich wie beispielsweise Dave Douglas, Charles Lloyd, Ginger Baker, Marianne Faithfull, Lucinda Williams, Elvis Costello und Burt Bacharach zusammengearbeitet und zahlreiche Aufnahmen veröffentlicht. Mitte der 1990er-Jahre spielte er auch Filmmusiken für Stummfilme von Buster Keaton ein. Im Jahr 2004 nahm er eine Platte auf, die von den Gemälden Gerhard Richters inspiriert war. Frisell hat Originalmusik zu mehreren Filmen beigesteuert, darunter Das Millionen Dollar Hotel von Wim Wenders, zwei Filme von Gus Van Sant, Forrester – Gefunden! und sein Remake von Psycho, American Hollow von Rory Kennedy, eine HBO-Dokumentation über eine Appalachen-Familie, eine Rundfunksendung über das menschliche Genom mit dem Titel The DNA Files und zwei Trickfilme des Zeichners Gary Larson (Tales from the Far Side I & II).
Für das internationale Musikfestival Ruhrtriennale kuratierte Frisell zwischen 2003 und 2005 die Reihe „Century of Song“, für die er exklusive Konzertabende mit Suzanne Vega, Rickie Lee Jones, Vic Chesnutt, Loudon Wainwright III., Van Dyke Parks, Chip Taylor, Marc Ribot, Vinicius Cantuária, Ron Sexsmith, Elvis Costello und anderen Songwritern erarbeitete.
2005 wurde Frisell für sein Album Unspeakable mit dem Grammy („Jazzalbum des Jahres“) ausgezeichnet.

## Diskografie

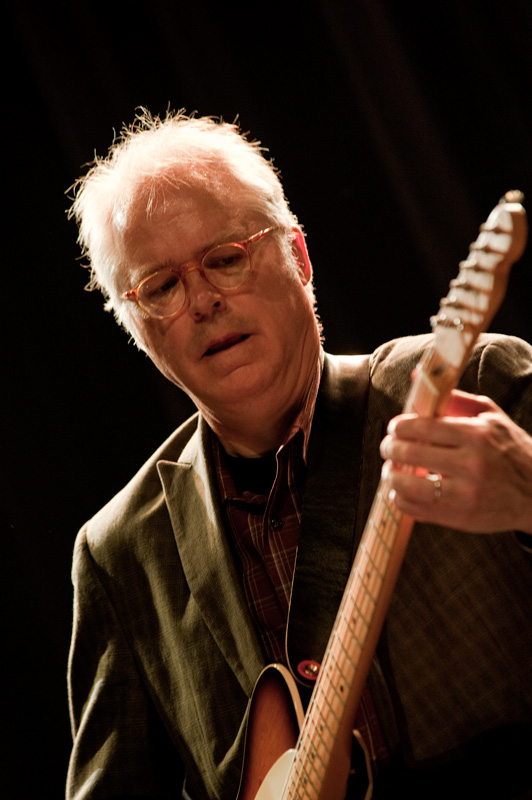
Bill Frisell, mœrs festival 2010